# Dune – Der Wüstenplanet
Dune – Der Wüstenplanet (2000) ist eine US-amerikanische Science-Fiction-Miniserie von Regisseur John Harrison nach dem Roman Dune von Autor Frank Herbert.
Die dreiteilige Serie wurde vom amerikanischen SciFi Channel produziert. Als Co-Produzent fungierte die Firma Tandem Communications.

## Handlung

### 1. Teil
In ferner Zukunft hat die Menschheit das Weltall besiedelt, Adelshäuser kämpfen um die Macht. Dem edlen Herzog Leto Atreides wird von Imperator Shaddam IV. die Lehensherrschaft über den Wüstenplaneten Arrakis, genannt „Dune“, übertragen. Diese öde Welt birgt ungeheuren Reichtum, denn nur hier kann das „Spice“ gewonnen werden, eine bewusstseinserweiternde Droge, die für die interstellare Raumfahrt im Imperium unerlässlich ist.
Doch Baron Wladimir Harkonnen, dessen Geschlecht seit Äonen mit den Atreides verfeindet ist, schmiedet finstere Pläne, um Leto und seine Familie zu zerstören und die Herrschaft über Arrakis zurückzugewinnen. Mit Hilfe des Imperators, der keinen männlichen Erben aufweisen kann und die stetig wachsende Popularität seines Vetters fürchtet, überrennen die Harkonnen die Verteidigung des Herzogs, der zur selben Zeit von einem Verräter, seinem Leibarzt Dr. Yueh, außer Gefecht gesetzt wird. Dieser gibt ihm jedoch auch Gelegenheit, sich mit einem künstlichen Giftgas-Zahn an dem Baron zu rächen. Diesem fällt aber nur dessen Berater Piter deVries zum Opfer.

### 2. Teil
Obwohl der Plan des Barons zum großen Teil aufgeht und der Herzog stirbt, können Letos Bene-Gesserit-Konkubine Jessica und sein Sohn Paul in die Wildnis der Polregion von Arrakis fliehen. Nachdem sie bei den rätselhaften Fremen, den Bewohnern der Wüste, ein neues Zuhause gefunden haben, wächst der junge Herzogssohn unter der Aufsicht seines Beschützers Stilgar zu einem mächtigen Gegner für die Harkonnens und den Imperator heran: Er und seine Mutter unterrichten die Fremen in den Künsten der Bene Gesserit und bauen sie zu einer massiven Armee aus, die mit Überraschungsangriffen und Anschlägen die Harkonnens und den Imperator unruhig macht.
Jessica bringt Pauls übernatürlich begabte Schwester Alia zur Welt, während er selbst die schöne Fremin Chani zur Gefährtin nimmt. Entsetzt muss Paul erkennen, dass der Baron Harkonnen sein leiblicher Großvater ist. Seine Mutter Lady Jessica war insgeheim als Tochter des Barons geboren worden. Dem wurde dies allerdings vorenthalten, so dass er nichts von seiner Tochter wusste. Paul erkennt, dass er in manchen Bereichen ähnliche Verhaltensmuster wie sein Großvater besitzt.

### 3. Teil
Schließlich versammeln sich der Imperator, Baron Harkonnen selbst und die anderen großen Häuser mit einer riesigen Armee auf Arrakis, um die Kontrolle über die Spice-Produktion zu übernehmen. In diesem Moment bläst Paul, mittlerweile als Fremen-Messias Muad’Dib bekannt, zum Angriff: mit Atomwaffen und Dutzenden von Sandwürmern greift er die Hauptstadt Arakeen an. Alia lässt sich gefangen nehmen und tötet ihren Großvater, den Baron Wladimir Harkonnen mit dem Nervengift eines „Gom-Jabbar“.
Paul setzt Shaddam IV. fest und fordert mit Unterstützung der Fremen den Thron des Universums. Nach einem letzten Duell mit Feyd-Rautha, dem missratenen Neffen des Barons, willigt er in eine Heirat mit Shaddams Tochter, Prinzessin Irulan, ein und wird zum neuen Imperator. Während seine Fremen-Armeen aufbrechen, das Universum zu erobern, hält er seiner einzig wahren Liebe, der Konkubine Chani, die Treue. Sie, so sagt seine Mutter, würde die Geschichte einst seine Ehefrau nennen.

## Synchronisation
| Rolle                     | Schauspieler       | Synchronsprecher      |
| ------------------------- | ------------------ | --------------------- |
| Paul Atreides             | Alec Newman        | Dietmar Wunder        |
| Herzog Leto Atreides      | William Hurt       | Randolf Kronberg      |
| Lady Jessica Atreides     | Saskia Reeves      | Evelyn Maron          |
| Gurney Halleck            | P.H. Moriarty      | Jürgen Kluckert       |
| Duncan Idaho              | James Watson       | Uwe Büschken          |
| Dr. Wellington Yueh       | Robert Russell     |                       |
| Thufir Hawat              | Jan Vlasák         | Otto Mellies          |
| Stilgar                   | Uwe Ochsenknecht   | Uwe Ochsenknecht      |
| Chani                     | Barbora Kodetová   | Carola Ewert          |
| Liet Kynes                | Karel Dobrý        |                       |
| Imperator Shaddam IV.     | Giancarlo Giannini | Joachim Kerzel        |
| Prinzessin Irulan Corrino | Julie Cox          | Maud Ackermann        |
| Baron Wladimir Harkonnen  | Ian McNeice        | Hans-Werner Bussinger |
| Feyd-Rautha Harkonnen     | Matt Keeslar       | David Nathan          |
| Glossu Rabban             | László I. Kish     | László I. Kish        |
| Piter deVries             | Jan Unger          | Klaus-Dieter Klebsch  |
| Ehrwürdige Mutter         | Zuzana Geislerová  | Joseline Gassen       |

## Kritiken
Lexikon des internationalen Films
„Dialoglastige, theatralisch inszenierte Fernseh-Miniserie, die an ihrer unterbudgetierten Ausstattung und schlechten Spezialeffekten krankt.“
 Cinema
- Teil 1: „Die von Fans lang erwartete Saga enttäuscht: zuviel Personal, zu wenig Spannung. Einige Dialoge sind unfreiwillig komisch, und Hauptdarsteller Alec Newman fehlt das nötige Charisma. Eng an der Vorlage, nett bis trashig ausgestattet und doch viel zu lahm.“
- Teil 2: „Die 40 Millionen Mark Produktionskosten sind arg ungerecht verteilt: Teil zwei spielt meist vor gemalten Dünen, ein herber Abfall gegen das technische Niveau des ersten Teils. Vielleicht wurden gerade diese Szenen aus der kürzeren US-Version entfernt? Was bleibt, ist pathetisches Gerede ohne Höhepunkte.“
- Teil 3: „Bis auf Uwe Ochsenknecht, der als Fremen-Führer Stilgar mit ewig mürrischer Miene die Kamera anmuffelt, agieren die Darsteller in den sterilen Kulissen so, als spielten sie „Beverly Hills, 90210“ mit falschen Texten und Kostümen.“

## Gruppierungen und Begriffe
Für ein genaueres Verständnis der verschiedenen Gruppierungen, Personen und Begrifflichkeiten, siehe:
- Begriffe der Dune-Zyklen
- Handlungsorte der Dune-Zyklen
- Figuren der Dune-Zyklen

## Sonstiges
- Bis heute hat keine andere Eigenproduktion des SciFi Channel die Einschaltquoten von Dune übertroffen.
- Die Schauspielerin Alice Krige war ursprünglich als Lady Jessica vorgesehen, wurde aber durch Saskia Reeves ersetzt. In der Fortsetzung Children of Dune (2003) übernahm Krige die Rolle dann tatsächlich.
- Charakterdarsteller Ian McNeice erhielt großes Lob für seine gelungene Darstellung des schmierig-intriganten Baron Wladimir Harkonnen.
- In den USA wurde die ursprüngliche Version umgeschnitten, da einige Verantwortliche diese als zu gewalttätig und den Anteil/die Aufmachung von einigen Nacktszenen als „unanständig“ betrachteten.
- Die Deutsche Version basiert auf der ungeschnittenen US Version. Es existiert auch noch eine sogenannte „Director’s Edition“, welche ca. 6 Minuten länger läuft. Diese ist bisher aber nur in den USA auf DVD (erschienen bei Artisan bzw. jetzt Lions Gate Entertainment) erhältlich.
- 2001 erschien eine gleichnamige Computerspiel-Adaption der Miniserie, siehe: Frank Herbert’s Dune.

### Deutsche Veröffentlichung
In Deutschland wurde die erste Dune-Miniserie bei ProSieben ausgestrahlt, während RTL sich die Rechte an der Fortsetzung sicherte. Seitdem kam es zu mehreren Wiederholungen der beiden Trilogien bei RTL, auf DVD erschien die erste Miniserie zu einem ganzen Spielfilm zusammengeschnitten.